# منتخب الأوروغواي لكرة الطائرة للرجال
منتخب الأوروغواي الوطني لكرة الطائرة للرجال (بالإسبانية: Selección masculina de voleibol de Uruguay)‏ هو ممثل الأوروغواي الرسمي في المنافسات الدولية في كرة طائرة في فئة كرة الطائرة للرجال.